# Hidehito Shirao
Hidehito Shirao (白尾 秀人 Shirao Hidehito?, nacido el 30 de septiembre de 1980 en Yoron, Oshima, Kagoshima) es un exfutbolista japonés. Jugaba de delantero y su último club fue el FC Ryukyu de Japón.

## Trayectoria

### Clubes
| Club                | País  | Año         |
| ------------------- | ----- | ----------- |
| Ventforet Kofu      | Japón | 2003 - 2005 |
| Matsumoto Yamaga FC | Japón | 2006 - 2007 |
| V-Varen Nagasaki    | Japón | 2006        |
| FC Ryukyu           | Japón | 2008        |